# Gynækologisk undersøgelse
En gynækologisk undersøgelse er en klinisk undersøgelse af underlivet, som (afhængig af situationen) involverer vulva, skede, mave, livmoder mm. Det er en almindelig undersøgelse, som typisk udføres af egen læge, en praktiserende gynækolog, en læge på hospitalet eller en jordemoder. Der kan være mange grunde til at udføre en gynækologisk undersøgelse. Det kan være for at afklare forskellige symptomer (f.eks. ondt i maven, blødningsforstyrrelser, inkontinens, smerter under sex eller ændret udflåd), det kan være for at vurdere hvor langt man er i en fødsel, det kan være efter traumer (f.eks. seksuelle overgreb) eller i en akut situation på hospitalet med svære mavesmerter eller infektion. Undersøgelsen bruges også rutinemæssigt i forbindelse med 8-ugers-undersøgelsen efter fødsel, og når man screener for livmoderhalskræft.
Undersøgelsen deles typisk op i tre dele (udvendig undersøgelse, indvendig palpation, hvor man mærker med fingrene, og indvendig inspektion hvor man bruger et spekulum til at kigge op). Det er ikke hver gang man udfører dem alle. Det afhænger af baggrunden for undersøgelsen. Rækkefølgen kan også variere afhængig af situationen og præferencen hos den, der udfører undersøgelsen. Hvis man er hos gynækolog, laves der også ofte en ultralydsundersøgelse.
Ligesom andre kliniske undersøgelser kan det være en god eller en dårlig oplevelse at blive undersøgt. Det er undersøgerens opgave at sørge for, at det bliver så god en oplevelse som muligt. Dette gøres ved god kommunikation, ordentlig teknik og hensyn til eventuelle traumer eller tidligere dårlige oplevelser.